# 机器管家
《机器管家》（英語：Bicentennial Man，直譯「兩百歲人瑞」或「兩百年人」、「雙百人」），1999年12月13日在美国上映的科幻爱情片，改編自知名科幻作家艾萨克·阿西莫夫的小說《正子人》。

## 劇情大綱
2005年，北安公司生產的NDR系列機器人「安德魯」被馬丁一家買下，為其執行家務和勞動，他展示了機器人三定律做為自我介紹。大女兒葛瑞絲不喜歡安德魯，但二女兒阿曼達很喜歡他。安德魯發現自己有「情緒」，並發現自己更喜歡和他的「二小姐」共度時光。安德魯不小心摔碎了阿曼達的玻璃雕像，便用木頭雕了同樣造型的雕像作為補償，這讓馬丁家的一家之主理察大感驚異。理察帶安德魯北安公司，想知道安德魯的創造能力是否是它程式的一部分，北安公司的老闆丹尼斯聲稱這是系統上的錯誤，並提議將他報廢，但理察把安德魯帶回家，讓他飽覽群書，試圖提升他的人文素養和創造力。安德魯發現機器人在現行法律下並無權力，之後他成了鐘錶匠，賺來的大筆財富都由理察管理。
時光流逝，安德魯要丹尼斯為自己升級，獲得更多足以表現情緒的表情。2032年，安德魯想用賺來的錢向理察買自己的「自由」，理察讓安德魯獲得了自由，但他不接受這些錢，也要求安德魯不得繼續住在馬丁家中。安德魯在海般蓋了木屋。2048年，瀕臨逝世的理察向安德魯道歉，他對趕走安德魯一事感到抱歉。
理察死後，安德魯繼續尋找和自己相似的NDR系列機器人，並和已經離婚的阿曼達保持書信往來。在安德魯尋覓20年後，他找到了有女性外型的NDR機器人加樂提雅。魯伯是NDR系列設計師的兒子，安德魯對魯伯改造加樂提雅的方法很有興趣，他還發現魯伯有許多技術，可以讓自己更像人類。安德魯贊助魯伯，並成為他的測試對象，之後他獲得人類的外表。在回到馬丁家後，他見到年老的阿曼達以及阿曼德的孫女波夏，波夏的外表十分神似年輕時的阿曼達，而她起初對安德魯存有戒心。
在阿曼達過世後，安德魯意識到自己關心的人終將過世，他希望魯伯用人造器官換掉自己的機械身軀。安德魯獲得飲食能力和感受情緒的能力，甚至獲得了性能力，這使安德魯和波夏墜入愛河。安德魯希望世界議會承認自己為人類，並允許自己和波夏的婚姻，世界議會並未同意此事。之後魯伯為安德魯進行最後一項手術，讓安德魯的身體得以老化，並將在數十年後死亡。
安德魯再次向世界議會提案，希望能夠有尊嚴地死亡。在2205年，安德魯的身體每況愈下，他和波夏都仰賴生命維持系統而活，該系統由加樂提雅監控。兩人牽著手觀看世界議會的視訊畫面，在議會承認安德魯是200歲的人類後，也給予他身為人類的權利，包括承認他和波夏的婚姻。安德魯沒有聽到這項消息便逝世了，但波夏表示安德魯已經知道答案了。接著，波夏命令加樂提雅切斷生命維持裝置，並對安德魯說「待會兒見」。

## 演员
- 罗宾·威廉斯 饰演 安德鲁·马丁，北安公司制作的机器人，起初爱上了二小姐阿曼达，后来和她外孙女波夏结婚，活了200岁並獲世人承認為人類。
- 山姆·尼尔 饰演 先生理查德·马丁（台譯理察），马丁家父亲，安德鲁一生貴人/恩人。
- 艾伯斯·戴维斯（英语：Embeth Davidtz） 饰演 二小姐阿曼达·马丁，同时饰演 波夏·查尼。
- 海莉·艾森柏格（英语：Hallie Eisenberg） 饰演 7岁的阿曼达，安德鲁一生恩人與摯友。
- 奥利弗·普拉特 饰演 鲁伯·巴恩斯，科学家，安德鲁的再造者。
- 琪兒斯坦·沃伦（英语：Kiersten Warren） 饰演 加樂提雅，北安公司制作的女机器人，鲁伯·巴恩斯助手，最後成為護士。
- 温迪·格瑞森  饰演 夫人蕾切尔·马丁，马丁家母亲，不太喜歡安德鲁的存在。
- 安琪儿·拉迪斯 饰演 大小姐格莱斯·马丁（台譯葛瑞絲），跟媽媽一樣不太喜歡安德鲁。
- 琳蒂斯·雷泽曼 饰演 9岁的格莱斯。
- 约翰·迈克尔·辛吉斯 饰演 比尔·费恩格德（台譯比尔·凡哥），理查德的律師。
- 布兰德利·惠特福德 饰演 羅伊·查尼，阿曼达之子，波夏之父。
- 伊戈爾·西勒（英语：Igor Hiller） 饰演 10岁的羅伊。
- 斯蒂芬·洛特 饰演 丹尼斯·马斯琪（台譯丹尼斯·马斯基），北安公司老闆。
- 喬治·華萊士 饰演 駁回「安德鲁為人类法案」的世界議會主席。
- 琳妮·蒂根 饰演 瑪嬌麗·波塔，承認「安德鲁為人类法案」的世界議會主席。